# Ralph Santolla
Ralph Santolla (8 de dezembro de 1969,  Charlotte, North Carolina —  6 de junho de 2018) foi um músico estadunidense. Para além de compor, tocava guitarra, bateria e teclado. Foi membro e/ou tocou com diversas bandas: Millenium (1997-2018), Obituary (2007-2011), Deicide,  Death, Iced Earth, Tardy Brothers, e várias outras.
Embora Santolla nunca tenha gravado com Death, fez uma turné com a banda em 1993 e aparece no clipe de “The Philosophe.
Ao longo da sua carreira utilizou guitarras da Jackson e da Ibanez e é conhecido pelo seu estilo shreder.
No dia 29 de Maio de 2018, Ralph Santolla sofreu um ataque cardíaco que levou a um coma. “Ralph pensou que tinha levado uma picada de aranha no sábado. Foi ao hospital. Não era uma picada de aranha, era um coágulo. Na noite de terça-feira ele caiu e teve um ataque cardíaco. O coração parou, mas os médicos trouxeram-no de volta”, relatou sua mãe. 
Nesse período de tempo, o músico não demonstrou indícios de recuperação, conforme noticiado por sua própria mãe.
Infelizmente, o músico perdeu a batalha pela vida vindo a falecer no dia 6 de Junho de 2018 , após ter os aparelhos que o mantinha vivo desligados (decisão tomada pelo seu filho e sua mãe).

## Discografia

### Com Millenium (1997-2018)
- Millenium (1997)  Guitarra, Teclado, Baixo
- Angelfire (1999)  Guitarra (lead), Teclado
- Hourglass (2000)  Guitarra (lead), Teclado
- Jericho (2004)  Guitarra, Teclado

### ComDeicide(2005-2007, 2008, 2009, 2010-2011)
- The Stench of Redemption 666 EP (EP) (2006) Guitarra
- The Stench of Redemption (2006) Guitarra
- Doomsday L.A. (Live Album) (2006) Guitarra
- Doomsday L.A. (Video) (2007) Guitarra
- Thill Death Do Us Part (2008) Guitarra (lead) (faixas 1-9)
- To Hell with God  (2011) Guitarra (lead)

- The Best of Deicide (Compilação) (2016) Guitarra (Faixas 1, 4-8, 11, 12)

### ComObituary(2007-2011)
- Xecutioner's Return (2007)  Guitarra (lead)
- Left to Die (EP) (2008)  Guitarra (lead)
- Blood to Give (Single) (2009) Guitarra (lead)
- Darkest Day (2009) Guitarra
- Live Xecution - Party.San 2008 (Video) (2009) Guitarra

### Com Hollow
- Slaughtering the Wicked (EP) (2008) Guitarra

### Com Memorain (2011-2012)
- Evolution (2012) Guitarra

### Com Gary Hughes
- Precious Ones

### Álbuns solo
- Shaolin Monks in the Temple of Metal (2002)
- Requiem for Hope (2007)

## Contribuições

### Com Anomaly
- Anomaly (1998) Guitarra (adicional) (faixa 5)

### Com Jorn
- Starfire (2000) Guitarra (faixa 2)
- Unlocking the Past (2007) (faixa 1)

### ComIced Earth
- The Reckoning (2003) (Single) Guitarra (lead)
- The Glorious Burden (2004) Guitarra (lead) (faixas 2, 6, 7 ,9)

### Warmachine
- The Beginning of the End (2005) Guitarra (lead) (faixa 7)

### Warmen
- Somebody's Watching Me (Single) (2005) Guitarra (lead) (faixa 2)
- Accept the Fact (2005) Guitarra (lead) (faixa 9)

### TheAutumn Offering
- Fear Will Cast No Shadow (2007) Guitarra (lead) (faixa 11)

### Holy Moses
- Agony of Death (2008) Guitarra (lead) (faixas 3, 8)

### Jon Oliva's Pain
- Global Warning (2008) Guitarra (faixas 3, 12)

### Tardy Brothers
- Bloodline (2009) Guitarra

### Lover of Sin
- Horny Beast (2012) Guitarra (lead) (faixa 5)

### Deathember
- Going Postal (2013) Guitarra (faixa 9)

### Diabolical
- Neogenesis (2013) Guitarra (lead) (faixa 10)

### Sight of Emptiness
- Instincts (2013) Guitarra (lead) (faixa 3)

### Cannabis Corpse
- From Wisdom to Backed (2014) Guitarra (lead) (faixa 6)

### Inferi
- The Path of Apotheosis (2014) Guitarra (lead) (faixa 3)

### Pathology
- Throne of Reign (2014) Guitarra

### Human Desolation
- Ming Grim Paradigm (2015) Guitarra (lead) (faixa 6)

### Crimson Moon
- Oneironaut (2016) Guitarra (lead) (faixa 6)

## Actuações

### Death
- Guitarra (1993)

### Iced Earth
- Guitarra (lead) (2003-2004)

### Vital Remains
- Guitarra (2006)

### Melechesh
- Guitarra (2013)